# Aeroporto Internacional de Noi Bai
Aeroporto Internacional de Noi Bai (IATA: HAN, ICAO: VVNB) (em vietnamita:  Sân bay Quốc tế Nội Bài), é o maior aeroporto no norte do Vietnã, serve a capital do país, Hanói. O aeroporto está localizado a 45 km do centro de Hanói. O trajeto de táxi dura entre 30 e 45 minutos, do aeroporto ao centro.
Várias companhias aéras vietnamitas e internacionais operam a partir de Noi Bai, incluindo Vietnam Airlines, Pacific Airlines, AirAsia, Cathay Pacific, Hong Kong Airlines, Thai Airways, Lao Airlines, Nok Air e Tiger Airways.
O aeroporto foi originalmente construído para a força aérea vietnamita. Após a reunificação do Vietnã em 1975, Noi Bai tornou-se um aeroporto público internacional continuando a ser utilizado para fins militares. Um novo terminal internacional foi anunciado em 1995 e começou a operar em outubro de 2001.